# Шах Алам
Шах Алам е град в Западна Малайзия. Населението му е 646 890 жители (2011 г.). Площта му е 290,30 кв. км. Основан е през 1963 г. Намира се в часова зона UTC+8 на 25 км западно от столицата Куала Лумпур.